# Larama
Larama est une localité située dans le département de Karangasso-Vigué de la province du Houet de la région des Hauts-Bassins au Burkina Faso.

## Éducation et santé
Le centre de soins le plus proche de Larama est le centre de santé et de promotion sociale (CSPS) de Soumousso.